# Wicked! - Cattivissimi!
Wicked! - Cattivissimi! (Wicked!) è una serie televisiva animata australiana basata sull'omonima serie di libri di Paul Jennings e Morris Gleitzman. È stato coprodotto da Energee Entertainment a Sydney, Australia e France Animation (più tardi conosciuta come MoonScoop Group).[1]

## Trama
Dawn e Rory sono due fratellastri che vivono con i genitori appena sposati in una piccola città australiana chiamata Terngabbie. Si ritrovano terrorizzati dall'Appleman, un misterioso scienziato malvagio con la testa a forma di mela mangiata. È infetto da un virus e progetta di contaminare tutto ciò che lo circonda con l'aiuto dei suoi mutanti.

## Personaggi e doppiatori
- Rory Elright: protagonista della serie. Stanco di non aver amici e ispirandosi a Frankenstein creerà l'Uomo-Mela. Doppiatore italiano: Paolo Vivio.
- Dawn Elright: sorella di Rory, lo affianca sempre. Doppiatrice italiana: Domitilla D'Amico.
- Jack Elright: il padre di Rory e Dawn. Doppiatore italiano: Andrea Ward
- Eileen Elright: la madre di Rory e Dawn Francesca Guadagno.
- Nonno Elright: padre di Jack e nonno di Rory e Dawn. Doppiatore italiano: Dante Biagioni.
- L'Uomo-Mela: antagonista principale della serie e creazione di Rory, cerca vendetta nei suoi confronti e tenta di ucciderlo in più occasioni. Alla fine della storia i due faranno pace. Doppiatore italiano: Ennio Coltorti.